# Musa Sagnia
Musa Sagnia   (Fajara, 13 de febrer de 2003) és un jugador de bàsquet professional que juga a l'equip del Bàsquet Manresa, a la lliga ACB. Mesura 2,01 m i juga a la posició d'aler.
Va començar la seva formació com a jugador al CB Canàries i al 2020, amb 17 anys, va signar per el Bàsquet Manresa. A la temporada 2020-21 jugaria en el Club Bàsquet Artés de Lliga EBA, club vinculat al conjunt manresà. La següent temporada, la 2021-22, jugaria cedit al Zentro Basket Madrid de la lliga LEB Plata; i debutà a la Lliga ACB. La següent temporada faria el salt a jugador del primer equip manresà.